# Ofensiva Revolucionaria
La Ofensiva Revolucionaria fue una campaña política en Cuba que comenzó en 1968 para nacionalizar todas las pequeñas empresas privadas restantes, que en ese momento ascendían a unas 58.000 pequeñas empresas. La campaña estimularía la industrialización en Cuba y enfocaría la economía en la producción de azúcar, específicamente a una fecha límite para una cosecha anual de azúcar de 10 millones de toneladas para 1970. El foco económico en la producción azucarera involucró voluntarios internacionales y la movilización de trabajadores de todos los sectores de la economía cubana. La movilización económica coincidió también con una mayor militarización de las estructuras políticas y de la sociedad cubana en general.
Para 1970, la producción en otros sectores de la economía cubana había caído, y la cosecha anual prevista de 10 millones de toneladas se quedó corta a solo 8,5 millones. El fracaso de la cosecha de 1970 hizo que los funcionarios revaluarán la economía cubana, sacrificando medidas igualitarias y abrazando la influencia soviética.

## Antecedentes
Para 1965, Cuba era oficialmente un estado de partido único después de un largo período de solidificación política por parte de Fidel Castro después de la Revolución cubana. En septiembre de 1966, Fidel Castro pronunció un discurso ante los representantes de los Comités de Defensa de la Revolución . En el discurso, dio su fallo de que los trabajadores ya no recibirían bonos materiales por trabajo extra y en cambio serían alentados solo por el "entusiasmo moral", lo que distanció a Cuba del modelo soviético de usar incentivos materiales. Este enfoque independiente de la política económica se convirtió en una tendencia mundial durante la Guerra Fría en la que los países del Tercer Mundo adoptaron estrategias económicas independientes en relación con los bloques de poder industrializados dominantes.

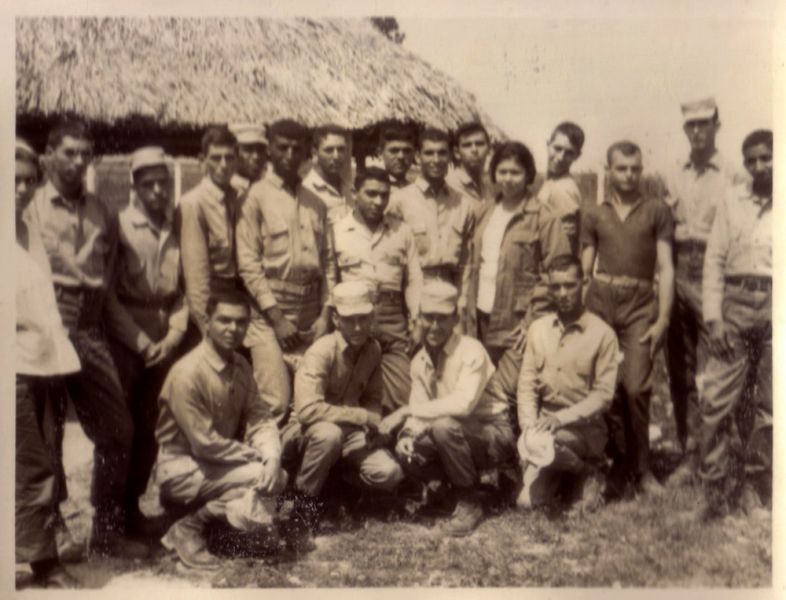
Homosexuales y opositores a la revolución cubana en la Unidad Militar de Ayuda a la Producción en 1967.

Cuba había comenzado lo que se denominó el "experimento radical", en el que el país se reorganizaría para promover la conciencia revolucionaria y una economía independiente. Se reguló la migración del campo a la ciudad, se envió al campo a los trabajadores urbanos en exceso y el trabajo agrícola se volvió común para estudiantes, soldados y convictos. Se establecieron las Unidades Militares de Ayuda a la Producción y utilizaron presos "antisociales" como trabajadores penitenciarios en la agricultura.
En febrero de 1968, un grupo del Partido Comunista de Cuba y otras organizaciones oficiales conocido como la "microfracción" fue completamente eliminado del gobierno. El grupo contaba con casi cuarenta funcionarios que respaldaron los incentivos materiales al estilo soviético por encima del entusiasmo moral para alentar a los trabajadores. Fueron acusados de conspirar contra el Estado y obligados a cumplir penas de prisión. La Ofensiva Revolucionaria se basó en ideas articuladas por el Che Guevara durante El Gran Debate.

## Eventos

### Implementación

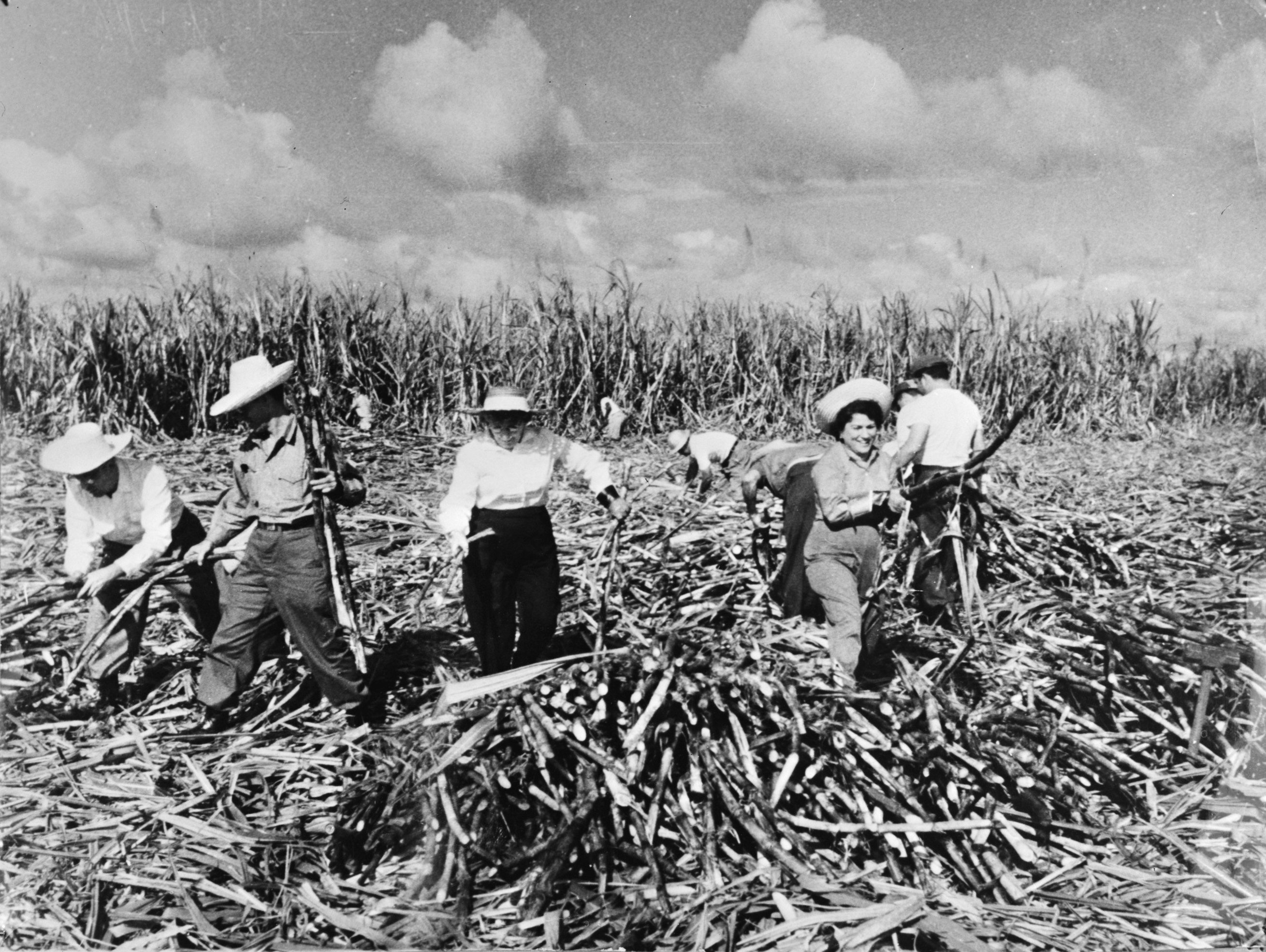
Cosecha de azúcar en Cuba en 1970.

El 13 de marzo de 1968, en el undécimo aniversario del ataque al palacio presidencial de Cuba, Fidel Castro anunció planes para nacionalizar todas las empresas privadas restantes en Cuba, dando paso así a la Ofensiva Revolucionaria. Las nacionalizaciones serían el primer paso en la mayor movilización económica del país, con el objetivo principal de alcanzar una zafra anual de 10 millones de toneladas de azúcar para 1970. La venta de alcohol estaría totalmente prohibida. Los clubes nocturnos y bares fueron cerrados y sus cierres se justificarían con acusaciones oficiales de que eran epicentros de prostitución, homosexualidad y delincuencia. El gobierno cubano también emitió prohibiciones generales sobre el trabajo por cuenta propia, los mercados de agricultores y los jardines privados en granjas estatales. En total, las empresas nacionalizadas incluyeron 17.000 minoristas de alimentos, 25.000 comerciantes de productos industriales, 11.300 bares y restaurantes, 9.600 pequeños talleres y 14.000 barberías, lavanderías y otras pequeñas tiendas minoristas.
Toda la producción en Cuba se organizaría en adelante utilizando estructuras de defensa civil, donde los trabajadores se organizarían en escuadrones, pelotones y otros soportes militares y estarían comandados por el puesto de mando militar en su región. Los trabajadores a menudo se trasladaban a vivir temporalmente en estaciones de trabajo fuera de sus ciudades. El gobierno implementó la Columna de la Juventud Centenario, integrada por voluntarios de la Unión de Jóvenes Comunistas, para trabajar en el campo. Para agosto de 1968, alrededor de 350.000 trabajadores, soldados, estudiantes y campesinos fueron enviados a trabajar en la agricultura.
En abril de 1968, se implementaron planes para que Comités de Defensa de la Revolución monitorearan a los padres y los recompensaran por seguir los protocolos oficiales de crianza. Durante este tiempo, las políticas con respecto a los jóvenes cubanos comenzaron a cambiar. Se crearon programas de trabajo y escuelas vocacionales para estudiantes "desadaptados". Los funcionarios también advirtieron que aquellos que adopten un "estilo de vida hippie " podrían ser detenidos y enviados a cárceles o campos de trabajos forzados por comportamiento perezoso.

### Reacciones
Según los informes, muchos cubanos se sintieron abrumados por una feroz pasión por lograr los objetivos económicos planificados, y los funcionarios del gobierno vieron esto como evidencia de que el entusiasmo moral por sí solo podría incentivar a los trabajadores a una mejor producción.

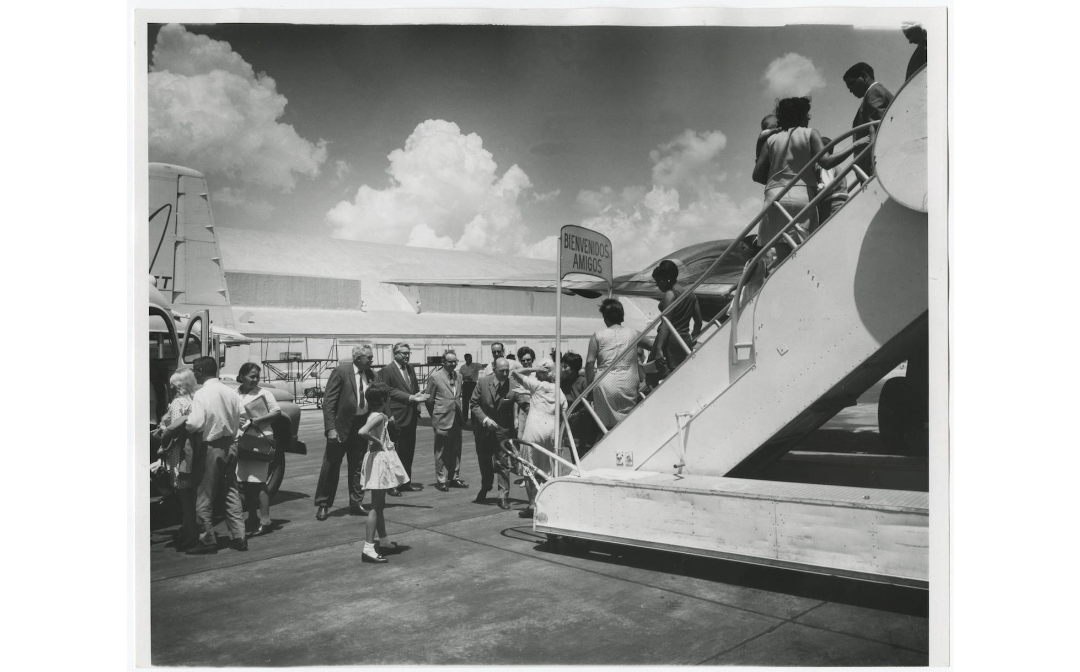
Refugiados cubanos saliendo de un Vuelo de la Libertad en Miami.

Sin embargo, con la eliminación de muchos artesanos de nicho, el estado no pudo llenar el vacío de sus servicios perdidos y sus sectores económicos rápidamente quedaron desatendidos. Con esta inesperada recesión económica, la respuesta del gobierno cubano fue iniciar nuevas políticas de militarización de la fuerza laboral. Algunos de los pequeños comerciantes cuyas empresas fueron nacionalizadas optaron por salir de Cuba en los Vuelos de la Libertad.
Con la eliminación total de las pequeñas empresas, el mercado negro se redujo severamente; sin embargo, las transacciones de trueque aún continuaron en el campo rural donde la presencia del estado era más débil. Muchos estudiantes cubanos finalmente no lograron abrazar la Ofensiva Revolucionaria. En una encuesta de 1968 de personas en la Columna Juvenil del Centenario, solo 17 de los 35 estudiantes encuestados dieron razones "revolucionarias" para unirse; otros dieron razones como evitar el servicio militar obligatorio o salir de casa.